# إينريكو ألفونسو
إينريكو ألفونسو (بالإيطالية: Enrico Alfonso)‏ (4 مايو 1988 ببادوفا في إيطاليا - ) هو لاعب كرة قدم إيطالي في مركز حراسة المرمى. شارك مع منتخب إيطاليا تحت 15 سنة لكرة القدم ومنتخب إيطاليا تحت 16 سنة لكرة القدم ومنتخب إيطاليا تحت 17 سنة لكرة القدم ومنتخب إيطاليا تحت 19 سنة لكرة القدم ومنتخب إيطاليا تحت 20 سنة لكرة القدم ومنتخب إيطاليا تحت 21 سنة لكرة القدم. أما مع النوادي، فقد لعب مع إنتر ميلان وكييفو فيرونا ونادي بيزا ونادي سيتاديلا ونادي فيتشينزا ونادي فينيزيا ونادي كريمونيسي ونادي مودينا ويو أس بركوليتزه 1932 وإيه أس بيتزاغيتوني وبرو بياتشنزا 1919.

## وصلات خارجية
- إينريكو ألفونسو على موقع الاتحاد الدولي (مؤرشف)  (الإنجليزية)
- إينريكو ألفونسو على موقع قاعدة بيانات كرة القدم.إي يو (الإنجليزية)
- إينريكو ألفونسو على موقع Soccerway.com (الإنجليزية)
- إينريكو ألفونسو على موقع عالم كرة القدم.نت (الإنجليزية)